# جيف ويب (كرة سلة)
جيف ويب (بالإنجليزية: Jeff Webb)‏ مواليد 6 يوليو 1948، هو لاعب كرة سلة أمريكي سابق. بدأ مسيرته الاحترافية في سنة 1970. يبلغ طوله 6 قدم 4 بوصة (1.9 م). اعتزل اللعب في 1972. لعب مع ميلووكي باكز وفينيكس صنز.

## روابط خارجية
- جيف ويب على موقع إن بي أي (الإنجليزية)
- جيف ويب على موقع سبورتس رفرنس (الإنجليزية)
- جيف ويب على موقع كلية كرة السلة في سبورتس رفرنس.كوم (الإنجليزية)
- جيف ويب على موقع ريلجم (الإنجليزية)
- جيف ويب على موقع بروبوليرز (الإنجليزية)